# محكمة أمن الدولة العليا (مصر)
محكمة أمن الدولة العليا هي محكمة إدارية تقع في جمهورية مصر العربية، يقع مقرها الرئيسي في القاهرة ومهمتها النظر في جميع الجرائم التي تمس أمن الدولة الخارجي والداخلي وهي هيئة قضائية مستقلة وتؤلف من رئيس ومن نائب أو أكثر للرئيس وعدد كاف من المستشارين، وتصدر أحكامها من سبعة مستشارين، يجوز أن يدخل في عداد هيئه المحكمة من القضاء العسكري ما لا تقل رتبته عن عميد وتكون هذه المحكمة بمقر كل محكمه ابتدائية.